# HD 149026 b
Smertrios, es un planeta extrasolar, que orbita la estrella Ogma. Es excepcional por poseer un núcleo planetario muy grande, y también por su elevada temperatura superficial, calculada en torno a 2300 kelvin.